# Marsilea aethiopica
Marsilea aethiopica är en klöverbräkenväxtart som beskrevs av Georg Oskar Edmund Launert. Marsilea aethiopica ingår i släktet Marsilea och familjen Marsileaceae.
IUCN kategoriserar arten globalt med kunskapsbrist (DD). Inga underarter finns listade.